# Professional'nyj Futbol'nyj Klub Kryl'ja Sovetov Samara 2007
Questa voce raccoglie le informazioni riguardanti il Kryl'ja Sovetov Samara nelle competizioni ufficiali della stagione 2007.

## Rosa
| N. |                        | Ruolo | Calciatore         |
| -- | ---------------------- | ----- | ------------------ |
| 1  | Ucraina (bandiera)     | P     | Jaroslav Godzur    |
| 2  | Russia (bandiera)      | D     | Maksim Budnikov    |
| 3  | Brasile (bandiera)     | D     | Leilton            |
| 4  | Polonia (bandiera)     | D     | Krzysztof Łągiewka |
| 5  | Russia (bandiera)      | D     | Timur Bitokov      |
| 7  | Russia (bandiera)      | C     | Anton Bobër        |
| 8  | Russia (bandiera)      | C     | Oleg Trifonov      |
| 9  | Bielorussia (bandiera) | C     | Dzjanis Koŭba      |
| 10 | Russia (bandiera)      | C     | Machač Gadžiev     |
| 13 | Russia (bandiera)      | A     | Aleksej Medvedev   |
| 14 | Camerun (bandiera)     | D     | Serge Branco       |
| 15 | Ucraina (bandiera)     | C     | Andrij Husin       |
| 17 | Russia (bandiera)      | A     | Dmitrij Vasil'ev   |
| 18 | Russia (bandiera)      | A     | Igor Ševčenko      |
| 19 | Bielorussia (bandiera) | A     | Aljaksej Skvernjuk |
| 20 | Georgia (bandiera)     | C     | David Mujiri       |
| 21 | Russia (bandiera)      | P     | Alexandr Makarov   |
| 22 | Sudafrica (bandiera)   | D     | Matthew Paul Booth |
| 25 | Slovenia (bandiera)    | D     | Suad Fileković     |

| N. |                                 | Ruolo | Calciatore          |
| -- | ------------------------------- | ----- | ------------------- |
| 26 | Russia (bandiera)               | C     | Aleksandr Švecov    |
| 27 | Russia (bandiera)               | C     | Anton Burenkov      |
| 28 | Russia (bandiera)               | C     | Artëm Kutepov       |
| 29 | Russia (bandiera)               | A     | Dmitrij Maskaev     |
| 30 | Russia (bandiera)               | C     | Aleksandr Šabalov   |
| 31 | Cile (bandiera)                 | P     | Eduardo Lobos       |
| 33 | Russia (bandiera)               | A     | Ivan Špakov         |
| 34 | Russia (bandiera)               | D     | Andrej Mironov      |
| 35 | Russia (bandiera)               | D     | Aleksandr Černenko  |
| 36 | Russia (bandiera)               | A     | Ignat Galkin        |
| 38 | Russia (bandiera)               | C     | Michail Mareev      |
| 40 | Lituania (bandiera)             | C     | Evaldas Razulis     |
| 50 | Camerun (bandiera)              | D     | Benoît Angbwa       |
| 52 | Russia (bandiera)               | C     | Sergej Turzanov     |
| 53 | Corea del Nord (bandiera)       | C     | Choe Myong-Ho       |
| 63 | Russia (bandiera)               | C     | Aleksandr Kondrašov |
| 64 | Russia (bandiera)               | C     | Sergej Danilov      |
| 69 | Russia (bandiera)               | D     | Azamat Zaseev       |
| 75 | Bosnia ed Erzegovina (bandiera) | A     | Marko Topić         |

## Risultati

### Prem'er-Liga
| Samara 10 marzo 2007 1ª giornata | Kryl'ja Sovetov Samara | 1 – 0 referto | Chimki | Stadio Metallurg (Samara) |

| Nal'čik 17 marzo 2007 2ª giornata | Spartak-Nal'čik | 0 – 0 referto | Kryl'ja Sovetov Samara | Spartak Stadium |

| Samara 31 marzo 2007 3ª giornata | Kryl'ja Sovetov Samara | 0 – 0 referto | FK Mosca | Stadio Metallurg (Samara) |

| Ramenskoe 7 aprile 2007 4ª giornata | Saturn | 1 – 1 referto | Kryl'ja Sovetov Samara | Saturn Stadium |

| Samara 14 aprile 2007 5ª giornata | Kryl'ja Sovetov Samara | 0 – 1 referto | Rostov | Stadio Metallurg (Samara) |

| Mosca 22 aprile 2007 6ª giornata | Spartak Mosca | 1 – 0 referto | Kryl'ja Sovetov Samara | Stadio Lužniki |

| Samara 29 aprile 2007 7ª giornata | Kryl'ja Sovetov Samara | 1 – 0 referto | Amkar Perm' | Stadio Metallurg (Samara) |

| San Pietroburgo 6 maggio 2007 8ª giornata | Zenit San Pietroburgo | 1 – 1 referto | Kryl'ja Sovetov Samara | Stadio Petrovskij |

| Samara 12 maggio 2007 9ª giornata | Kryl'ja Sovetov Samara | 3 – 0 referto | Luč-Ėnergija | Stadio Metallurg (Samara) |

| Tomsk 20 maggio 2007 10ª giornata | Tom' Tomsk | 1 – 2 referto | Kryl'ja Sovetov Samara | Trud Stadium |

| Samara 26 maggio 2007 11ª giornata | Kryl'ja Sovetov Samara | 3 – 2 referto | Dinamo Mosca | Stadio Metallurg (Samara) |

| Samara 9 giugno 2007 12ª giornata | Kryl'ja Sovetov Samara | 2 – 3 referto | Kuban' | Stadio Metallurg (Samara) |

| Kazan' 16 giugno 2007 13ª giornata | Rubin | 1 – 0 referto | Kryl'ja Sovetov Samara | Stadio Centrale di Kazan' |

| Samara 24 giugno 2007 14ª giornata | Kryl'ja Sovetov Samara | 1 – 0 referto | CSKA Mosca | Stadio Metallurg (Samara) |

| Mosca 30 giugno 2007 15ª giornata | Lokomotiv Mosca | 5 – 2 referto | Kryl'ja Sovetov Samara | Stadio Lokomotiv |

| Samara 15 luglio 2007 16ª giornata | Kryl'ja Sovetov Samara | 1 – 2 referto | Spartak-Nal'čik | Stadio Metallurg (Samara) |

| Mosca 21 luglio 2007 17ª giornata | FK Mosca | 3 – 1 referto | Kryl'ja Sovetov Samara | Stadio Ėduard Strel'cov |

| Samara 29 luglio 2007 18ª giornata | Kryl'ja Sovetov Samara | 0 – 1 referto | Saturn | Stadio Metallurg (Samara) |

| Rostov sul Don 4 agosto 2007 19ª giornata | Rostov | 1 – 1 referto | Kryl'ja Sovetov Samara | Stadio Olimp-2 |

| Samara 11 agosto 2007 20ª giornata | Kryl'ja Sovetov Samara | 0 – 2 referto | Spartak Mosca | Stadio Metallurg (Samara) |

| Perm' 18 agosto 2007 21ª giornata | Amkar Perm' | 4 – 1 referto | Kryl'ja Sovetov Samara | Stadio Zvezda |

| Samara 25 agosto 2007 22ª giornata | Kryl'ja Sovetov Samara | 1 – 3 referto | Zenit San Pietroburgo | Stadio Metallurg (Samara) |

| Vladivostok 1º settembre 2007 23ª giornata | Luč-Ėnergija | 0 – 0 referto | Kryl'ja Sovetov Samara | Stadio Dinamo |

| Samara 23 settembre 2007 24ª giornata | Kryl'ja Sovetov Samara | 1 – 1 referto | Tom' Tomsk | Stadio Metallurg (Samara) |

| Mosca 30 settembre 2007 25ª giornata | Dinamo Mosca | 1 – 1 referto | Kryl'ja Sovetov Samara | Stadio Dinamo |

| Krasnodar 6 ottobre 2007 26ª giornata | Kuban' | 3 – 2 referto | Kryl'ja Sovetov Samara | Stadio Kuban' |

| Samara 21 ottobre 2007 27ª giornata | Kryl'ja Sovetov Samara | 3 – 0 referto | Rubin | Stadio Metallurg (Samara) |

| Mosca 28 ottobre 2007 28ª giornata | CSKA Mosca | 4 – 2 referto | Kryl'ja Sovetov Samara | Stadio Lužniki |

| Samara 3 novembre 2007 29ª giornata | Kryl'ja Sovetov Samara | 3 – 1 referto | Lokomotiv Mosca | Stadio Metallurg (Samara) |

| Chimki 11 novembre 2007 30ª giornata | Chimki | 4 – 1 referto | Kryl'ja Sovetov Samara | Stadio Rodina |

## Kubok Rossii
| Naberežnye Čelny 27 giugno 2007 Quinto turno | KAMAZ | 1 – 0 referto | Kryl'ja Sovetov Samara | Belyj Medved' Arena |